# Władysław Żeleński
Władysław Żeleński (polonès: Władysław Marcjan Mikołaj Żeleński)  (Grodkowice, 6 de juliol de 1837 - Cracòvia, 23 de gener de 1921) fou un compositor polonès, professor, organitzador de la cultura musical del seu país.

## Biografia
Provenia de la família Żeleński, escut de Ciołek, que es va establir a Grodkowice prop de Cracòvia. El seu pare, Marcjan Żeleński (1804–1846), era un pianista aficionat excepcionalment dotat, provant la seva mà en la composició; va participar en l'Aixecament de novembre amb el grau de capità; el 1833 es va casar amb Kamila Russocka, la mare del compositor. Władysław va ser el segon de cinc fills. El 23 de febrer de 1846 durant l'anomenada de la massacre Galítsia, la casa pairal de Grodkowice va ser atacada per camperols armats, Marcjan Żeleński va ser assassinat i la seva dona i els seus fills es van traslladar a Cracòvia de seguida.
Durant els anys 1850–1857, Władysław Żeleński va assistir a la St. Anna (Kolegium Nowodworski), mentre aprenia piano amb Kazimierz Wojciechowski, i des de 1854 amb Jan Germasz. Va estudiar composició amb Franciszek Mirecki. Als 20 anys, Żeleński havia compost dos quartets de corda, un trio de piano i una obertura d'orquestra, la primera actuació de la qual va dirigir personalment en un concert el 29 de juliol de 1857 a Cracòvia.
L'any 1857, a petició de la seva mare, va començar els estudis a la Facultat de Filosofia de la Universitat Jagellònica, que va continuar a la Universitat Universitat Carolina de Praga, obtenint-se el doctorat el 1862.
També va fer estudis musicals posteriors a Praga, on des de 1859 va estudiar piano amb Alexander Dreyschock. No obstant això, aviat va abandonar la idea d'una carrera com a pianista, concentrant-se en els estudis de contrapunt i tocar l'orgue amb Josef Krejči. No se sap si formalment era estudiant de l'anomenat De l'Escola d'Orgue de Praga, de la qual Krejči era el director, o més aviat es va convertir en el seu alumne particular.
A finals de 1866, va començar els estudis de composició al Conservatori de París amb Napoléon Henri Reber mentre treballava en la seva òpera mai acabada Dziwo distanza. Durant els anys 1868–1870, va complementar en privat els seus estudis de composició amb Bertold Damcke. La imatge simfònica característica dels Tatras prové d'aquest període.
El 1870 Żeleński va tornar a Polònia. Inicialment, va estar actiu a Cracòvia, on va tenir lloc el seu concert de compositor el 30 de gener de 1871. Després es va traslladar a Varsòvia, on, després de la mort de Stanisław Moniuszko, va cursar la classe d'harmonia i contrapunt al Conservatori de Varsòvia. El 1878 va esdevenir el director artístic de la Societat de Música de Varsòvia. El 1881 va tornar definitivament a Cracòvia. Per iniciativa seva es va establir el Conservatori de Cracòvia, on va ser el director fins a la seva mort el 1921. Al conservatori també impartia classes d'orgue i feia classes teòriques. Un dels seus alumnes va ser el pianista i compositor Zygmunt Stojowski.
El 1913, en el 75è aniversari del seu naixement, se li va concedir la ciutadania honorífica de la ciutat de Cracòvia. Va ser enterrat al cementiri de Rakowicki a Cracòvia.

## Família
El 1872 es va casar amb Wanda Grabowska (1841–1904), amb qui va tenir tres fills: Stanisław Żeleński - arquitecte, Tadeusz Boy-Żeleński - traductor, satíric, escriptor, metge de professió, i Edward Żeleński - empleat de banc. Després de la mort de la seva primera dona, el 1907 es va casar amb Tekla Symonowicz (1838–1935).

## Una distinció
- Cavaller de l'orde de Franz Joseph - Àustria-Hongria (1898)[9]

## Creació
Żeleński va ser un dels principals representants del neo-romanticisme a la música polonesa, el més eminent creador d'òperes i cançons després de Stanisław Moniuszko. També va compondre obres instrumentals -orquestrals, de cambra, per a instruments solistes i amb acompanyament orquestral.
La seva estètica artística va estar més influenciada per la música de Mendelssohn i Schumann, i més tard també per Moniuszko i Smetana. Entre els compositors d'un drama d'òpera, va valorar més a Gluck. D'altra banda, hi ha connexions insignificants entre la seva música i l'obra de Chopin, fruit de la por de sucumbir massa a la seva influència. A partir de la dècada de 1980, el músic Brahms es va convertir en un ideal per a ell, va admirar les obres de Dvořák i Txaikovski, va elogiar el drama musical de Wagner per l'estreta fusió de música i text. Una de les fonts d'inspiració artística de Żeleński va ser la música popular, a la qual va aconseguir per sentit del deure patriòtic.
Va compondre, entre d'altres 4 òperes (Konrad Wallenrod, Goplana, Janek, Stara Baśń), obres orquestrals (2 obertures: In the Tatras and Forest Echoes, 2 simfonies), Concert per a piano en mi bemoll major, Romanç per a violoncel i orquestra, obres de cambra (sextet de corda, 4 quartets de corda, quartet de piano, 2 trios de piano), peces per a violí i piano, peces per a piano (incloses 2 sonates i nombroses miniatures), preludis per a orgue, així com nombroses cançons per a veu i piano, inspirades en les obres de poetes polonesos, com Mickiewicz, Adam Asnyk, Krasiński, Teofil Lenartowicz, Przerwa-Tetmajer. També va compondre 8 cançons amb paraules de Narcyza Żmichowska, la seva amiga de la família Żeleński, recollides en una edició conjunta de Cançons de Gabryella (Varsòvia, 1897).
Les obres de Żeleński han estat en gran part oblidades. La majoria de les edicions de les seves obres són difícils d'accedir avui: moltes obres s'han perdut, i les reimpressions modernes d'aquelles que han sobreviscut són rares. En el repertori de concerts polonès durant gairebé 80 anys, la música de Żeleński només ha estat representada per l'obertura In the Tatras, una dotzena de cançons i el Quartet per a piano, op. 61 i àries de les òperes Goplana i Janek. Durant la vida del compositor, les seves obres, encara que molt apreciades i reeixides, no es van estendre mai més enllà de les fronteres de Polònia amb la seva influència, i després de 1900 van ser considerades conservadores i eclipsades pels compositors de la Jove Polònia.